# Armandata
Armandata ou Armandat du Pays de Labourd (Lapurdiko Ermandadea en basque) est le nom porté par l'armée constituée par habitants de la province basque du Labourd à partir de l'an 1396, et ce jusqu'à sa suppression par la République française le 4 mars 1791.
Reposant sur le modèle du volontariat et constituée d'hommes libres, elle dénote du fait qu'il s'agit d'une milice rurale et paysanne et non pas une milice urbaine. Sa création est liée au contexte d'insécurité et géopolitique du Pays basque de la fin de l'époque médiévale. Son fonctionnement repose quant à lui sur les us et coutumes liés à la représentativité, droits et libertés des Basques, nommés les fors.
L'Armandata pourrait avoir été à l'origine du système représentatif plus tard adopté par la province, à savoir le Biltzar.

## Étymologie
Mélange du basque Armada (armée) et du castillan Hermandad (ou confrérie), soit la Confrérie armée, ou la Petite Armée, du basque Armadatoa(petite troupe, petite armée).

## Aux origines de la Confrérie armée
Inspirée par les Hermandades ou confréries des provinces basques voisines du Guipuscoa, de la Biscaye et de Navarre, les habitants du Labourd décident à la fin du XIVe siècle de s'unir formellement afin de lutter contre le brigandage et les rapines qui se multiplient dans le contexte de la guerre de Castille en Espagne et celui de la guerre de Cent Ans en France.
La province du Labourd est déjà frontalière puisque le Pays basque d'alors est déjà divisé entre non pas entre deux mais trois États : Navarre, Castille et Angleterre dont la province dépend.
Ce caractère frontalier et le jeu des vassalités fluctuantes entraîne de nombreuses incursions, raids et brigandages parmi les provinces. Ainsi les seigneurs et vassaux des différents royaumes n'hésitent pas à lancer des raids et des pillages avant de regagner leur terre, échappant ainsi à toute poursuite.
Le brigandage aussi se multiplie dans le contexte de la guerre de Cent Ans et des nombreux routiers et soldats démobilisés qui profitent la géographie boisée et montagneuse pour commettre leurs larcins. La présence de la route du pèlerinage de Saint-Jacques-de-Compostelle ne fait qu'exacerber ces prédations.
En 1396, des représentants élus de la province du Labourd demandent donc officiellement au duc d'Aquitaine la reconnaissance des statuts de leur milice. C'est l'acte de création d'Armandata.
La nouvelle confrérie armée sera à son tour reconnue par le roi d'Angleterre Henri IV de Lancastre par un acte officiel à Westminster le 23 mars 1400. Le souverain entérine les statuts de la confrérie et les confirme pour une durée de vingt ans, renouvelables.

### Le rôle et le fonctionnement de la Confrérie
Ses statuts indiquent que tous les hommes de la provinces âgés de plus de 14 ans sont tenus d'y servir après avoir prêté le serment de la confrérie et juré d'en respecter les règles. Le contenu du serment nous est malheureusement perdu de nos jours. Les règlements et dispositions nous sont quant à eux parvenus.
Ainsi chaque membre se doit de se porter secours et assistance mutuellement.
Le rôle de l'Armandata recouvre les fonctions de police et d'armée de défense. Chargée de lutter contre les criminels, elle peut également faire appliquer la justice contre les contrevenants. Cette prérogative s'explique par le contexte d'insécurité ambiant, mais surtout par le fait que le Pays basque échappe aux règles de la féodalité : outre le fait que le servage n'existe pas, les nobles et les gens d’Église n'ont pas autant de pouvoir qu'ailleurs en Europe, puisque ce sont les maîtres et les maîtresses de maison qui sont chargés de la gestion et des décisions ayant trait à la communauté.
Enfin le rôle d'armée auxiliaire joué par Armandata va s'accroissant tandis que les affres de la guerre de Cent Ans font s'approcher des frontières basques le claquement des armes. C'est au cours de ce conflit que la Confrérie connaîtra ses heures de gloire, avant d'être finalement défaite face aux armées franco-béarnaises.

#### La conquête française des provinces basques
Tandis que la guerre de Cent Ans approche de son terme, le roi de France, alors Charles VII, décide de lancer une nouvelle campagne pour soustraire l'Aquitaine de la souveraineté anglaise. Sollicitant l'ost royal, il place le commandement de son armée entre les mains de son vassal le comte Gaston de Foix. À charge pour celui-ci de lancer la conquête des terres basques.
En décembre 1449, les troupes françaises et gasconnes mettent le siège devant Mauléon, capitale de la Soule. Le capitaine de la place, un Navarrais, ne peut compter sur l'aide de son souverain, allié des Anglais, car la Navarre est alors en proie à une guerre civile et à une instabilité politique chronique du fait des conflits de succession à la couronne de Navarre, et des factions pro et anti-françaises.
Le roi de Navarre Jean II, considéré comme un usurpateur par une partie significative du peuple et des nobles navarrais, décide tout de même de l'envoi d'un contingent de secours. Ce dernier n'atteindra pas le château de Mauléon puisqu'une négociation conduira les troupes navarraises à rebrousser chemin sans avoir à affronter les Français. Jean II est en effet lié par des unions familiales au comte de Foix, et entend ainsi se ménager un potentiel allié puissant pour régler les affaires internes de la Navarre, sacrifiant ainsi la province de Soule.
Le château de Mauléon tombe finalement après quelques semaines de siège.
Dès lors, les troupes françaises se dirigent vers la mer, et tentent au passage de s'emparer d'une partie de la Navarre. La vive réaction navarraise empêchent la réalisation de ce coup de main, aussi l'ost est-il contraint de traverser sans annexer le territoire qui prendra plus tard le nom de Basse-Navarre,.
L'objectif est alors de suivre les voies fluviales et de s'emparer des principales places fortes basques. La première rencontrée est celle de Guiche. D'après le chroniqueur français Froissart, quelques centaines de soldats anglais vinrent prêter main-forte aux Basques depuis la cité de Bayonne. Assurés de ce soutien, les assiégés tentèrent une sortie, laquelle donnera lieu à la bataille de la Hache, du nom du lieu dans laquelle l'affrontement se déroula. Les Basco-Anglais sont écrasés, et le même Froissart rapporte dans sa Chronique que nombre d’entre eux périrent noyés dans le fleuve en tentant de regagner le château. Cette retraite sonne la reddition de la garnison, au début de l'année 1450.
Poursuivant sur leur lancée, et en dépit de la mauvaise saison, les troupes françaises viennent ensuite affronter à nouveau les Basques commandés par le seigneur d'Espelette en assiégeant le château de Senpere. Incapables de résister face à un ennemi en surnombre, ignorant les règles de combat en rase campagne du fait de la topographie du pays, les Labourdins capitulent bientôt. Sur ordre de Charles VII, le château de Senpere est rasé pour faire taire toute résistance. Les troupes françaises poursuivent leur inexorable avancée et entrent bientôt à Saint-Jean-de-Luz.
Enfin, le 18 mars 1450, les représentants du Labourd signent la capitulation de la province au château de Belzunze. La France a annexé les deux provinces de Soule et du Labourd. Des otages ainsi qu'une indemnité financière sont exigés. Mais le combat se poursuit encore, puisque Baiona, officiellement séparée du Labourd, est toujours en faveur du Royaume d'Angleterre. 
C'est ainsi que le dernier acte de la conquête verra les troupes françaises assiéger la ville, et la prendre en août 1450. Dès lors, l'Armandata perdra de ses prérogatives, et se verra progressivement vidée de sa vocation initiale pour ne devenir qu'une milice auxiliaire au service de la défense territoriale au cours des siècles suivants, lors des conflits opposant cette fois Français et Espagnols, devenus voisins par leur conquête et leur partage du cadavre de l'antique royaume basque de Navarre.